# خانواده کندی
خانواده کِنِدی خانواده‌ای سرشناس در دولت و سیاست ایالات متحده آمریکا هستند که بازماندگان جان کندی کشاورز و همسرش بریجیت شلو با تبار ایرلندی هستند.

## تصاویر

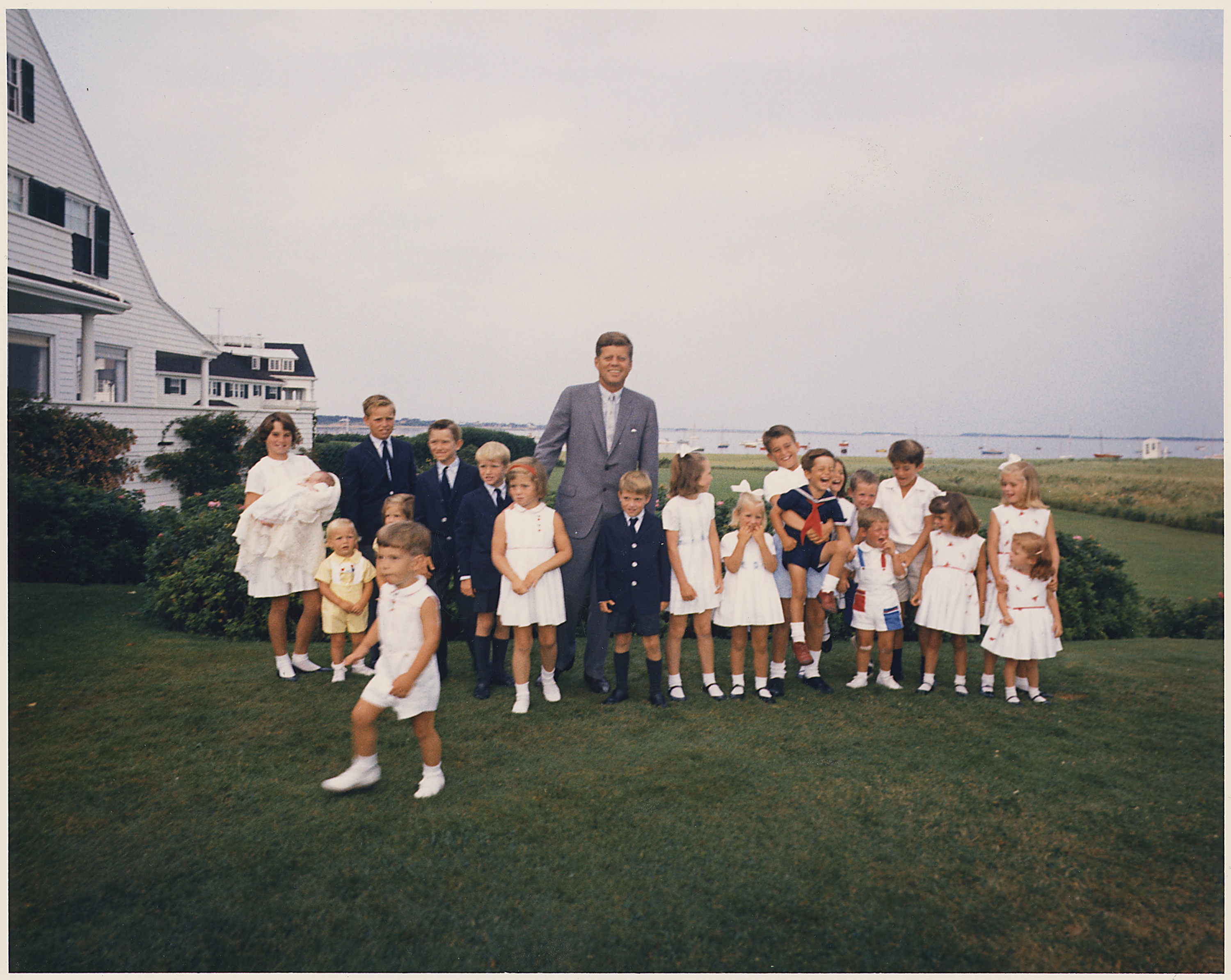

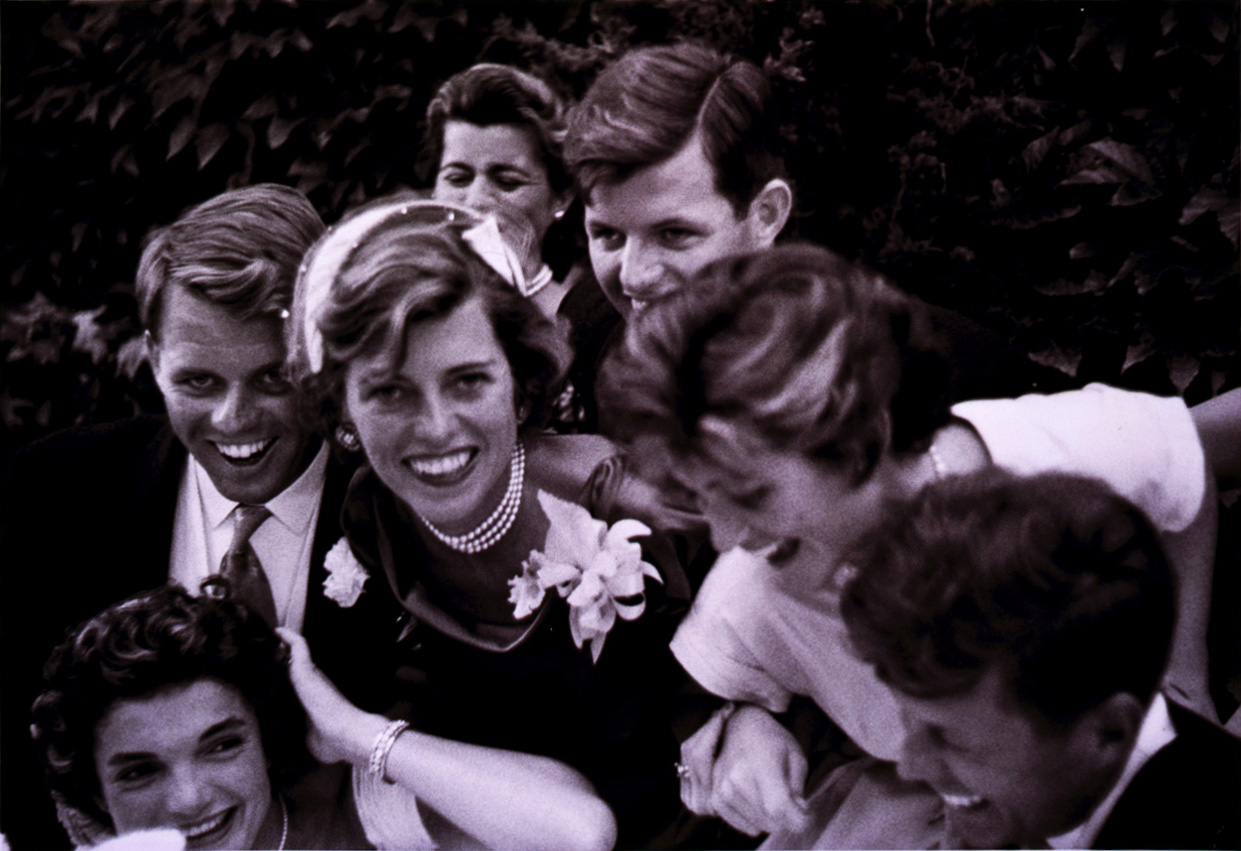

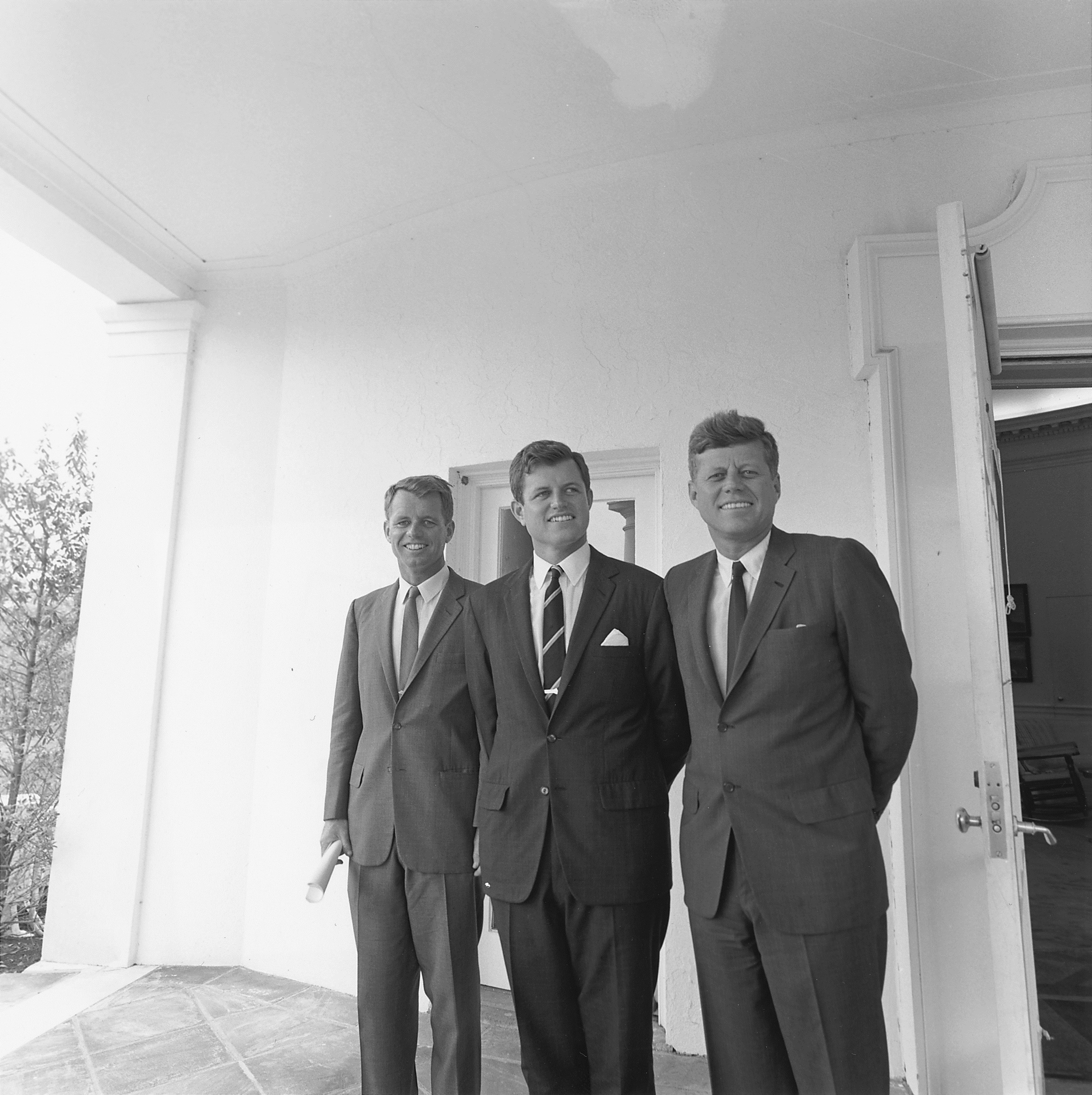
دادستان کل رابرت اف. کندی, سناتور تد کندی, و پرزیدنت جان اف. کندی بیرون دفتر بیضی در ۱۹۶۳

برادران کندی، جان اف. کندی, رابرت اف. کندی, و تد کندی, ژوئیه۱۹۶۰.

## همسران
- اندرو کومو شوهر سابق مری کری کندی
- آرنولد شوارتزنگر شوهر سابق ماریا اوینگ شرایور
- ژاکلین کندی اوناسیس بیوه جان فیتزجرالد کندی
- سارجنت شرایور بیوه یونیس مری کندی